# エイドリアン・ヒース
エイドリアン・ポール・ヒース（英語: Adrian Paul Heath、1961年1月11日 - ）は、イングランドの元サッカー選手、現サッカー指導者。選手時代のポジションはFWもしくはMF。

## クラブ歴
スタッフォードシャーのニューカッスル＝アンダー＝ライムに生まれた。地元のリーグでプレーしていた所からストーク・シティFCに加入、17歳でプロ契約を締結してハワード・ケンドール選手兼任監督の下でリザーブチームでプレーしていた。彼の活躍によってクラブはザ・セントラル・リーグで2位、そしてクラブの年間最優秀若手選手に輝いた。1979-80シーズンにはトップチームでレギュラーを掴み、昇格組であったトップチームを残留に導いた。翌シーズンも41試合、さらにその次のシーズンも半年の在籍で20試合に出場した。
彼のスピードは国内で最も欲しがられる才能となった中で、1982年1月にストーク・シティのリッチー・バーカー監督はハワード・ケンドール率いるエヴァートンFCへの移籍を承認、エヴァートンは彼をクラブ史上最高値の75万ポンドで獲得した。1982-83シーズンでは18得点を記録しチーム内の得点王となった。1983-84シーズンはEFLカップ決勝でオックスフォード・ユナイテッドFCのケヴィン・ブロックのバックパスを引っ掛けてアウェーゴールを奪う活躍を見せたがクラブは準優勝に終わった。翌1984-85シーズンは怪我もあって17試合出場に止まったが、クラブはリーグ優勝を記録した。また、1986-87シーズンにも優勝を記録している。
1988年11月にリーガ・エスパニョーラのRCDエスパニョールに移籍したが、1シーズンで退団した。
1989年夏にアストン・ヴィラFCに移籍しイングランドに復帰した。
1990年にマンチェスター・シティFCに移籍。当時の監督はハワード・ケンドールで、エヴァートン時代の教え子を集めており、彼にとっては三度目の指導となった。1990-91シーズンはナイアル・クインとコンビを組んでおり、大柄で空中戦を制するクインと小柄ですばしっこい彼とのコンビで33試合のスターティングメンバーを飾った。しかしながら彼の得点だけは伸びず、僅かに1得点であった。その後も得点はなかなか記録出来ず、1991年11月になって46試合ぶりの得点、それも2得点を記録した。しかしこの1991-92シーズンの間に若手のマイク・シェロンが頭角を現し、ポジションを失っていった。
1992年3月に古巣のストーク・シティに復帰し、3部に落ちていたクラブで6試合に出場しプレーオフの末に昇格を決めた。
同年夏にバーンリーFCに移籍、1994年の1部昇格に貢献した。
1995-96シーズンにシェフィールド・ユナイテッドFCに加入したが、シーズン中に再びバーンリーに移籍、1996-97シーズンで引退した。

## 代表歴
U-21代表としてUEFA U-21欧州選手権1982に出場した。

## 指導歴

### 英国
1996年3月に選手兼任監督としてバーンリーで指導者としての経歴を始めた。同シーズンを9位で終え、引退と同時に退団した。
その後はエヴァートンとマンチェスター・シティでチームメイトであったピーター・リードとともに、サンダーランドAFCで働き、彼は下部組織を任せられた。
1999年夏に古巣のシェフィールド・ユナイテッドの監督に就任するが5ヶ月で退任した。
その後は再びリードとともに仕事をし、リーズ・ユナイテッドFC、コヴェントリー・シティFCに在籍した。2005年1月にリードが退任すると暫定指揮を務め、ミッキー・アダムス就任まで務めた。アダムス退任後の2007年1月にも暫定監督として指揮を執った。

### 米国
2008年2月にオースティン・アステックスFCの監督に就任。会長のフィル・ローリンスと彼の故郷であるニューカッスル＝アンダー＝ライムのパブで話し合った事からの就任であった。2010年にクラブがフロリダ州に移転しオーランド・シティSCに改組となるとそのまま指揮を執った。さらに成績が好調でメジャーリーグサッカーへの参入が認められると、2014年11月21日に2017年末まで契約を延長した。しかし2016年7月7日にFCダラス相手に4-0の完敗を喫すると解任された。
2016年11月にメジャーリーグサッカー参入が決まっているミネソタ・ユナイテッドFCの監督に就任。所属選手の代表招集もあって当初は4試合で18失点という、2番目に失点を喫しているクラブですら6試合かかった記録を作り上げるなど相当に厳しい結果であった。しかし、5試合目で勝利し、その後も指揮を執っている。

## プレースタイル
身長が168cmと小柄であり、インチー（Inchy）の名で知られた。その小柄さを活かしたスピードスターであった。